# پارک سونگ یون
پارک سونگ یون (کره‌ای: 박성연؛ زادهٔ ۲۴ ژوئن ۱۹۷۵) بازیگر اهل کره جنوبی است. او به دلیل ایفای نقش در مجموعه‌های تلویزیونی آلارم عشق، ابیس، دو دو سل سل لا لا سل و ثبت جوانی شناخته می‌شود. او همچنین در فیلم‌های آب‌نبات نعنایی، شیون و معتقد بازی کرده‌است.

## فیلم‌شناسی

### مجموعه تلویزیونی
| سال  | عنوان                     | نقش                   | منابع  |
| ---- | ------------------------- | --------------------- | ------ |
| ۲۰۱۶ | دوستان عزیزم              | عروس هی جا            |        |
| ۲۰۱۹ | تسخیرشده                  | جی سوک                |        |
| ۲۰۱۹ | ابیس                      | پارک می سون           | [ ۵ ]  |
| ۲۰۱۹ | آلارم عشق                 | کو هیون سوک           | [ ۶ ]  |
| ۲۰۱۹ | سرگذشت آسدال              | هه یو بی              | [ ۷ ]  |
| ۲۰۱۹ | خاطرات یک دادستان         | کانگ یونگ هی          | [ ۸ ]  |
| ۲۰۲۰ | ثبت جوانی                 | لی کیونگ می           | [ ۹ ]  |
| ۲۰۲۰ | دو دو سل سل لا لا سل      | مادر سونگ می          | [ ۱۰ ] |
| ۲۰۲۰ | اس‌اف۸                     | عضو کلیسای مان‌شین     | [ ۱۱ ] |
| ۲۰۲۱ | مال من                    | جو مین سو             | [ ۱۲ ] |
| ۲۰۲۱ | بازتابی از تو             | لی دونگ می            | [ ۱۳ ] |
| ۲۰۲۱ | درامای ویژه کی‌بی‌اس: سایرن | سو هه سون             | [ ۱۴ ] |
| ۲۰۲۱ | مالیخولیا                 | یو سون آه             | [ ۱۵ ] |
| ۲۰۲۲ | غم‌های ما                  | بازپرس دادگاه خانواده | [ ۱۶ ] |
| ۲۰۲۲ | قلب خونین                 | بانوی دربار چوی       | [ ۱۷ ] |
| ۲۰۲۲ | هرگز تسلیم نشو            | شارون اوه             | [ ۱۸ ] |
| ۲۰۲۴ | ملکه اشک                  | کانگ می               | [ ۱۹ ] |

## جوایز و نامزدی‌ها
| مراسم جوایز      | سال  | دسته                     | نتیجه | منابع  |
| ---------------- | ---- | ------------------------ | ----- | ------ |
| جوایز درامای کره | ۲۰۱۲ | بهترین بازیگر تازه‌کار زن | برنده | [ ۲۰ ] |
| جوایز درامای کره | ۲۰۱۹ | بهترین بازیگر تازه‌کار زن | برنده | [ ۲۱ ] |